# زاركو
زاركوس (Ζάρκος) هي مدينة في تريكالا في مقاطعة فوريا إلادا في اليونان.
يبلغ عدد سكانها حوالي 1257 نسمة.